# Кокошинці

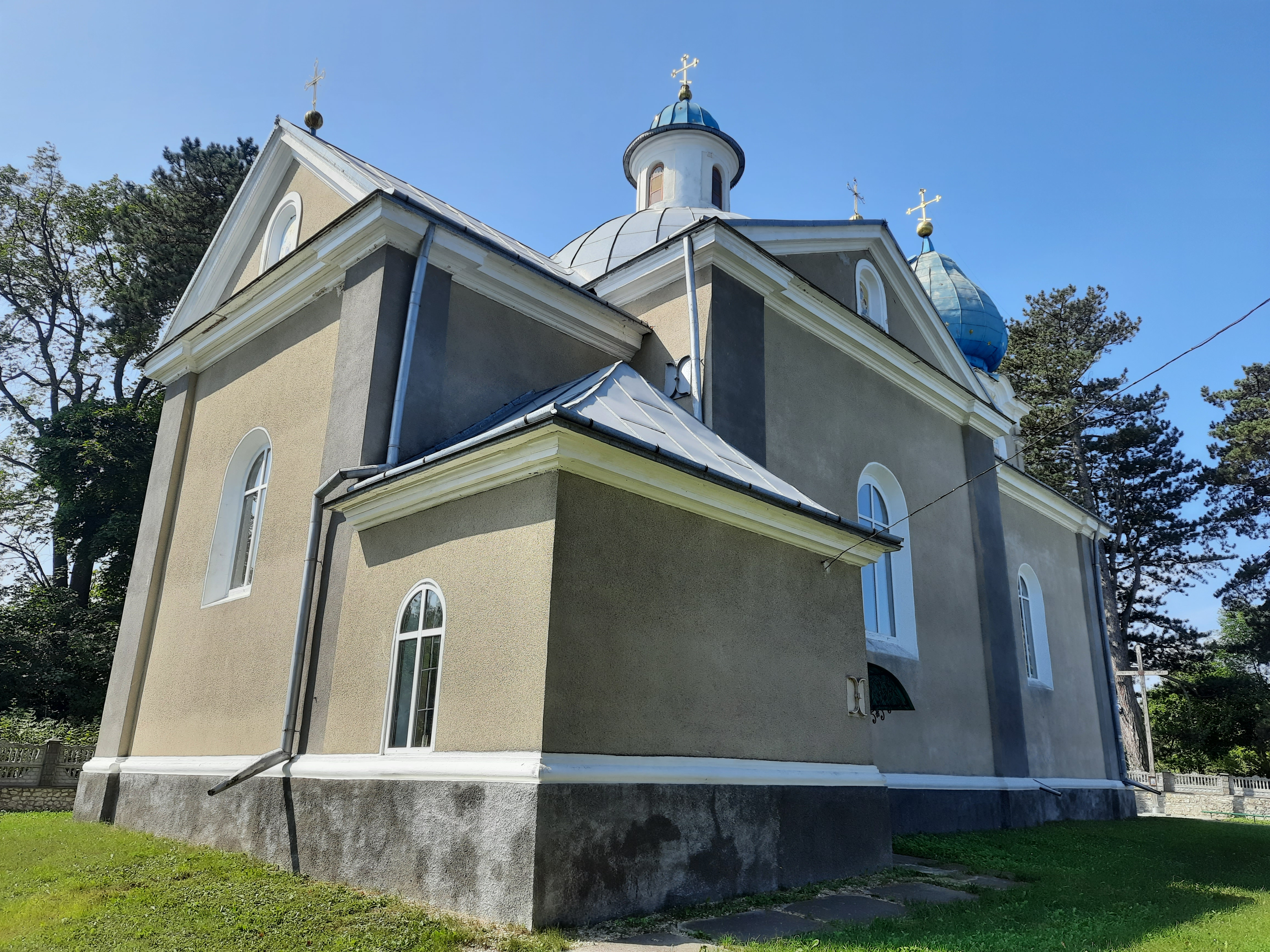
Церква святого Юрія 1873р

Коко́шинці — село в Україні, у Гримайлівській селищній громаді Чортківського району Тернопільської області. Розташоване на річці Збруч, на північному сході району. До 2020 р. було підпорядковане Малолуцькій сільраді.
Населення — 62 особи (01.01.2017).

## Географія
У селі річка Біла Криниця впадає у Збруч.

## Історія
Перша писемна згадка — 1650.

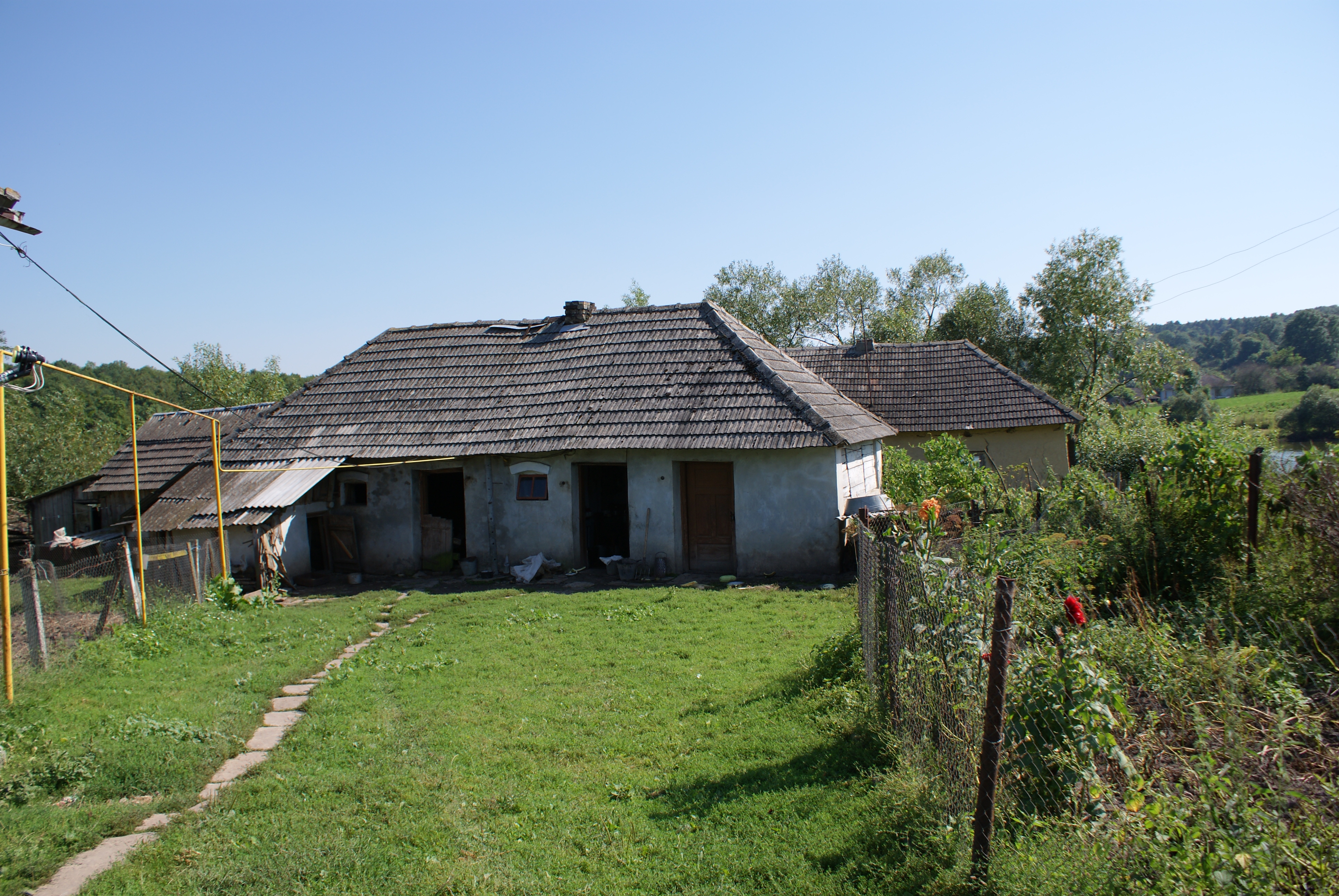
Старі будинки в селі

Після відкриття Мартинківської ГЕС (1962, село Мартинківці Городоцького району Хмельницької області) затоплено 42 будинки.
В жовтні 2010 року створено навчально-практичний центр первинної медико-санітарної допомоги. Його відкриття і діяльність відбувається в рамках проекту «Місцевий розвиток, орієнтований на громаду». 
12 червня 2020 року, відповідно до розпорядження Кабінету Міністрів України № 724-р «Про визначення адміністративних центрів та затвердження територій територіальних громад Тернопільської області» увійшло до складу Гримайлівської селищної громади.
19 липня 2020 року, в результаті адміністративно-територіальної реформи та ліквідації Гусятинського району, село увійшло до складу новоутвореного Чортківського району.

## Символіка
Затверджена 22 червня 2023р. рiшенням №3787 XVII сесії селищної ради VIII скликання. Автори - В.М.Напиткін, С.В.Ткачов.

### Герб
В зеленому щиті з срібною хвилястою базою йде срібний півень з червоним гребенем і лапами. Щит вписаний в золотий декоративний картуш, внизу якого написи "КОКОШИНЦІ" і "1457", і увінчаний золотою сільською короною.
Герб символізує назву "кокошка" – квочка (згідно правил геральдики герб не є промовистим), а також розташування села на березі Мартинківського водосховища на Збручі.

### Прапор
Квадратне полотнище поділене горизонтально хвилясто у співвідношенні 5:1 на зелене і біле поля. На зеленому полі до древка йде білий півень з червоним гребенем і лапами

## Політика

### Парламентські вибори, 2019
На позачергових парламентських виборах 2019 року у селі функціонувала окрема виборча дільниця № 610224, розташована у приміщенні фельдшерсько-акушерського пункту.
Результати
- зареєстровано 70 виборців, явка 70%, найбільше голосів віддано за Всеукраїнське об'єднання «Батьківщина» — 32,65%, за «Слугу народу» і «Європейську Солідарність» — по 16,33%.[4] В одномандатному окрузі найбільше голосів отримав Микола Люшняк (самовисування) — 53,06%, за Володимира Бліхаря (Всеукраїнське об'єднання «Батьківщина») — 26,53%, за Ігоря Сопеля (Слуга народу) — 8,16%[5].

## Релігія
- церква святого Юрія (1873, мурована).

## Відомі люди
- Хотомскі (Хотомский) Фердинанд Дінгайм[pl] (20 січня 1797, Кокошинці — 1870[6] / 22 жовтня 1880, Ґульчев, під Плоцьком) — польський лікар, натураліст, поет, перекладач, публіцист, військовик навчався (гімназія при монастирі василіян), працював у Бучачі.[7]